# شیخ کلخوران
شیخ کلخوران یا کهرآلان در ۳ کیلومتری شهر اردبیل واقع شده که در حال حاضر به علت گستردگی شهر اردبیل به یکی از محله‌های آن تبدیل شده‌ است. این آبادی از دیر باز به علّت وجود آرامگاه جد سلاطین صفوی در آن، مورد توجه بوده‌ است، که از نظر آبادانی با شهر اردبیل رقابت داشته و مهاجرپذیر بوده و عده‌ای از علمای طالقان و جبل عامل لبنان و اهالی خیاو مهاجرت و در آن سکونت گزیدند، لیکن بر اثر توسعه اردبیل متصرفات آن ضمیمه اردبیل و همانند ادغام شهر ری در تهران جزء محلات قسمت شمالی اردبیل محسوب می‌شود و مرکزیت دهستان کلخوران را دارا می‌باشد.
بزرگ‌ترین مجموعه تاریخی کلخوران شیخ آرامگاه امین‌الدین جبرائیل است، که به پدر شیخ صفی‌الدین اسحق، جد سلاطین صفوی تعلق دارد و در نیمه اوّل قرن دهم هـ. ق احداث شده‌است.

## بقعه شیخ امین‌الدین صفوی
بقعه کلخوران، آرامگاه پدر شیخ صفی‌الدین اسحق اردبیلی جد سلاطین صفوی است و در روستای کلخوران در سه کیلومتری اردبیل واقع شده‌است. روستای کلخوران نیز گاه به نام این بقعه «کلخوران شیخ» خوانده می‌شود. بنای بقعه مربوط به اوایل قرن دهم هجری قمری است.
این بنا در محوطه مشجری به ابعاد ۱۵۰ در ۲۰۰ متر قرار دارد که مقبره سید امین‌الدین جبراییل به صورت یک هشت ضلعی در وسط باغ قرار گرفته‌است. قسمتی از نمای پاکار بنا از سنگ‌های منتظم ساخته شده که روی آن‌ها دیوارهای جانبی بقعه از آجر بنا شده‌است. بیرون بقعه با تزیینات کاشی به صورت تلفیقی کار شده‌است. سقف این بقعه مسطح است که در وسط آن گنبد آجری به نسبت بزرگی قرار دارد. در ورودی بقعه یک ایوان قرار گرفته که دارای تذهیب کاشی است.
این مکان دارای محوطه‌ای است که در آن گلکاری و تزیین صورت گرفته و همین به فضای این مکان جلوه دیگری بخشیده‌است. بازدید از خود بنا و بناهای کنار آن و همچنین مقابر افراد مشهور و معروف نیز از جمله دیدنی‌های آن می‌باشد. این بنا شامل دیوار گلی بلند، مقبره امین الدین جبراییل، مقبره عوض الخواص بن فیروزشاه زرین کلاه، مقبره سید محمد الاعرابی، بقعه سید حمزه، مقابر داخل محوطه بقعه، مقابر خارج از محوطه بقعه می‌باشند. طرح بنای امین الدین جبرائیل به شکل مستطیل است که یک ذوزنقه برابر ساق به ضلع شمالی از آن چسبیده و آن را به صورت شش ضلعی درآورده است. ابعاد بنا ۸/۱۴ × ۲۴ متر از شمال به جنوب می‌باشد. ساق‌ها و قاعده‌های کوچک ذوزنقه، پهنای سه طاق ایوان مدخل رواق را تشکیل می‌دهند. در ازاره مدخل ورودی کاشی کاری شده و بالای آن یک بیت شعرنوشته شده‌است. بالای درب ورودی، تصویر یک شیر و یک پلنگ در دو سوی پنجره نقاشی شده و هر یک با یک زنجیره بسته شده‌اند، و نشان از سبک و سیاق منسوب به دوره صفوی و اوایل سده یازدهم هجری دارند. طاق ایوان ساده است، اما طاق‌های دو سوی آن دارای گچبری و مقرنس کاری است. رواق، بنایی است مستطیل شکل که با طاق ضربی آجری پوشیده شده و دو سوی خاوری و باختری آن نیز، دو خواجه‌نشین منظم ساخته شده‌است که طاق ضربی آجری دارد. سقف رواق و خواجه نشین‌ها گچبری است، و با رنگ‌های آبی و طلایی و با اسلیمی‌های ساده و توریقی و گل‌های شاه عباسی نقاشی شده‌اند. ازاره رواق، با کاشی معرق و در برخی قسمت‌ها با کاشی‌های هشت ضلعی منظم فرش شده و حد فاصل چهار کاشی، با مربع‌های کوچک پوشیده شده‌است. رواق مقبره از نظر تزیینات و رنگ، ملایم و هماهنگ می‌باشد. ازاره کاشی کاری، مجمموعه گچبری و نقاشی سقف و دیوارها را که در عین سادگی از تنوع شگفت از جهت طرح‌های مختلف برخوردار است دربر گرفته و فضایی مناسب را برای زایران فرآهم آورده‌است. در این میان، در چوبی مقبره که خود یکی از آثار بسیار ارزنده و جالب هنری می‌باشد، بر جای مانده‌است. روی این در، منبت کاری‌های چشمگیر بر اساس تقسیم‌بندی هندسی کار شده و اشعار گوناگون در قسمت‌های مختلف آن برجسته کاری شده‌است. پس از آن که از این در چوبی، وارد مقبره می‌شویم، اتاقی به شکل مربع با چهار رواق قرار دارد که همه آن‌ها مانند راهرو، ضربی آجری بوده و از داخل، گچ بری و مقرنس کاری شده‌است. همه سطوح آن در بدنه دیوار و سقف، با اسلیمی‌های مختلف و ترنج‌ها و شاه عباسی‌ها نقاشی شده‌اند. آخرین تعمیرات ومرمت کاری در این قسمت مقبره به سال ۱۰۳۰ هجری قمری مربوط می‌باشد و طاهر بن سلطان محمد نقاش، آن را انجام داده‌است. در متن بقعه مقبره، صندوق ساده شیخ جبراییل قرار گرفته که ابعاد آن ۵۰/۱× ۲×۳ متر است. در بدنه دیوارهای بقعه، لوحه‌ای کمربندی از کلام خدا گچبری شده‌است. در دو سوی شاه نشین جنوبی مقبره، دو اتاق شش ضلعی به قطر ۳۰/۳ متر و اضلاع ۲۵/۱ متر ساخته شده‌است که از ویژگی‌های معماری مانند طاقچه بندی دیوارها، مقرنس کاری سقف، گچبری و نقاشی‌های سطوح گوناگون اتاق‌ها برخوردار است. این اتاق‌ها مجموعه‌ای از انواع اسلیمی‌ها و ترکیبی از رنگ‌های سبز، آبی خاکستری، قهوه ای، قرمز، فیروزه ای در متن‌ها و صورتی، سفید و طلایی بر گل‌ها و اسلیمی‌ها است.

## آثار تاریخی دیگر
- پل سه چشمه کلخوران، که بر روی رودخانه‌ای که از مرکز روستای کلخوران عبور می‌کند، احداث شده‌است. بنای این پل سه دهنه به دوره صفویه مربوط است.
- آرامگاه سید امین‌الدین جبراییل، که به پدر شیخ صفی‌الدین اسحق، جد سلاطین صفوی تعلق دارد و در نیمه اوّل قرن دهم هـ. ق احداث شده‌است.
- مسجد جامع شیخ کلخوران منسوب به عهد قاجار.
- بقاع سیدحمزه ازاولاد امام موسی کاظم در محوطه حیاط شیخ امین الدین در کلخوران شیخ و سیدصدرالدین در اراضی قدیم کلخوران که اکنون به علت توسعه اردبیل در آن واقع گردیده‌است. مقابر سیدمحمداعرابی وسیدقطب الدین وسیدغنی اردبیلی درمحوطه حیاط شیخ امین الدین. ساختمان اولین مدرسه کلخوران منضم به حیاط بقعه که اکنون به میهمانسرا تبدیل شده‌است.

## توابع دهستان کلخوران
هیئت وزیران در جلسه مورخ ۱۳۶۶٫۲٫۲ بنا به پیشنهاد شماره ۱۱۳۸۹٫۱٫۵٫۵۳ مورخ ۱۳۶۵٫۱۲٫۱۲ وزارت کشور به استناد ماده ۱۳ قانون تعاریف و ضوابط‌تقسیمات کشوری مصوب تیر ماه سال ۱۳۶۲ مجلس شورای اسلامی در اجرای ماده ۳ قانون مزبور و تبصره‌های ذیل آن و ماده ۳۱ آیین‌نامه اجرای قانون مذکر تصویب نمودند.
براساس این مصوبه دهستان کلخوران علیا (کلخوران شیخ) شامل روستاها، مزارع و مکان‌ها در محدوده جغرافیایی معین مطابق با کروکی و نقشه۱٫۲۵۰٫۰۰۰ ضمیمه که ممهور به مهر دفتر هیئت وزیران است به شرح زیر ایجاد و تشکیل گردید:

## دهستان کلخوران
به مرکزیت کلخوران شیخ (کلخوران علیا) مشتمل بر ۱۳ روستا، مزرعه و مکان به اسامی زیر:
۱ - کلخوران شیخ (کلخوران علیا)، ۲ - انزاب علیا، ۳ - کرکرق، ۴ - گیلانده، ۵ - تازهکند شریف‌آباد، ۶ - سامیان، ۷ - مرغداری امین، ۸ - صومعه (صوما)، ۹- اردی، ۱۰ - قره‌لر، ۱۱ - سلطان‌آباد، ۱۲ - تازهکند رضاآباد ۱۳-آقجه کند.
در زمان آشوب‌های گسترده از امپراطوری عثمانی (شورشیان آلبانیایی امروزی) را از راه باکو به اینجا تبعید می‌کردند.

## نام آوران
- ناخدا هوشنگ صمدی
- نماینده ولی فقیه اردبیل سید حسن عاملی
- خوش نویس و طراح گرافیک صداقت جباری

## شغل
شغل اکثر ساکنان کلخوران کشاورزی می‌باشد. این دهستان با دارا بودن ۱۴۵هزار هکتار اراضی آبی با خاک حاصلخیز یکی از قطب‌های تولید سیب زمینی و گندم در دشت اردبیل می‌باشد. زمین‌های حاصلخیزکشاورزی شیخ کلخوران در انتهای جلگه دشت اردبیل واقع شده‌است. رودخانه‌های فصلی و چاه‌های پرآب زمین‌های زراعی این منطقه را به یکی از با ارزشترین زمین‌های زراعی ایران تبدیل کرده‌است.